# La Minga
La paraula Minga té el seu origen en la paraula "Minka" del quítxua, que vol dir treball compartit a favor de la comunitat.
A Xile, a l'Illa Gran de Chiloé, les Mingas més populars corresponen al trasllat de cases o “tiradura”. La festa no té una data definida, però se celebra preferentment a l'estiu, ja que l'illa té un clima molt plujós i ventós durant la resta de l'any. Per aquest motiu, les cases típiques de Chiloé són fetes de teules de fusta posades una sobre l'altra per evitar el pas del fred i la humitat.
La festa s'inicia quan l'amo d'una casa típica sol·licita l'ajuda formal de molts veïns i estableix el dia oficial en què es durà a terme el trasllat. El propietari de la casa es compromet a ajudar qualsevol dels veïns que en un futur ho necessitin.

## Procediment
Abans del trasllat, es treuen els fonaments de la casa, les portes i finestres i es posen bigues de fusta per sota, com si fos un trineu. Es reforça l'estructura perquè no es deformi durant el trajecte. Un cop assegurada la casa, es lliga amb cordes a grups de bous que l'arrosseguen fins al lloc triat. En el cas que el lloc triat sigui una altra illa, la casa és transportada flotant pel mar damunt de les bigues.

## Altres aspectes culturals de la festa de la Minga
Durant la festa de la Minga, grups de dones preparen menjars tradicionals de la zona per a tothom. El plat principal és el curanto. Aquest menjar es cuina seguint un mètode tradicional amb més d'11.000 anys d'història. Primerament, es fa un forat a terra de mig metre de profunditat. S'hi posen pedres a les parets i després s'escalfen amb una foguera. Quan arriben a estar vermelles, es fiquen els productes dins del forat: marisc i diferents tipus de papas. Tot això es cobreix amb unes fulles gegants de pangue o nalca, que fan que els aliments quedin cuits amb el vapor que desprenen.